# Clínica Shaio
La Fundación Clínica Shaio es un hospital en la localidad de Suba al noroccidente de Bogotá. Inició labores el 12 de abril de 1957. Sus fundadores son Fernando Valencia Céspedes y Alberto Vejarano Laverde, con una donación del filántropo sirio Abood Shaio. 
En la actualidad la fundación trabaja para estar a la vanguardia de los últimos avances en tecnología, los cuales unidos a su equipo humano, le permiten brindar respuesta oportuna ante las enfermedades cardiovasculares y de alta complejidad. 

## Ubicación
La clínica se encuentra en la diagonal 115 A, a pocas cuadras de la estación Suba - Calle 116 del sistema de transporte TransMilenio.